# Fabien Nury
Fabien Nury, (31 de maig de 1976) és un guionista de còmic francés.

## Biografis
Nascut l'any 1976, Fabien Nury comença la seua carrera signant, amb Xavier Dorison, el guió de W.E.S.T (Dargaud), sèrie d'èxit dibuixada per Christian Rossi (Dargaud, sis volums entre 2003 i 2011).
En solitari, Fabien Nury escriu Je suis Légion (2004-2007, Humanoïdes associés), una trilogia dibuixada pel americà John Cassaday. La sèrie continuaria en 2011 amb una seqüela, Les chroniques de Légion (Glénat). En 2007, comença també "Le maître de Benson Gate" (Dargaud), amb Renaud Garreta.
Entre 2007 i 2012, Nury realitza els guions d'Il était une fois en France (Glénat), sèrie històrica dibuixada per Sylvain Vallée, i que obtindria un gran èxit tant de públic com de crítica. Entre molts altres premis, Il était une fois en France va rebre el 2011 el premi a millor sèrie al Festival international de la BD d'Angoulême.
D'ençà, Fabien Nury desenvolupa el seu treball en diferents gèneres: el relat històric "La mort de Staline" (Dargaud, dibuix de Thierry Robin); el thriller, amb "Steve Rowland", cinqué volum de la col·lecció "XIII Mystery" (Dargaud, dibuix de Richard Guérineau); el feuilleton policíac, amb "Silas Corey" (Glénat, dibuix de Pierre Alary) i d'altres. En 2013 crea, amb dibuixos de Brüno, Tyler Cross, novel·la gràfica basada en el western i el cinema negre que va ser un èxit de vendes a França. Des de març 2013 participa en la revista de bande dessinée Professeur Cyclope.
En 2014, Fabien Nury publica el quart i últim volum la sèrie "L'or et le sang" (Glénat), amb Maurin Defrance al guió, i Merwan i Fabien Bedouel al dibuix. I entre 2014 i 2015 publicarà els dos volums de "Mort au tsar!" (Dargaud), amb Thierry Robin com a dibuixant. En 2014 publica igualment, amb Éric Henninot, "Fils du soleil" (Dargaud), un àlbum d'aventures que adapta dos novel·les de Jack London.